# Zdeněk Páleník
Zdeněk Páleník (* 9. března 1957) je bývalý československý fotbalista, obránce.

## Fotbalová kariéra
V lize hrál za FC Union Cheb a TJ Vítkovice. V československé lize nastoupil ve 44 utkáních a dal 2 góly. Ve druhé lize hrál za TJ Sklo Union Teplice.

## Ligová bilance
| Ročník                                   | Zápasy | Góly | Klub         |
| ---------------------------------------- | ------ | ---- | ------------ |
| 1. československá fotbalová liga 1980/81 | 2      | 0    | RH Cheb      |
| 1. československá fotbalová liga 1981/82 | 10     | 0    | RH Cheb      |
| 1. československá fotbalová liga 1982/83 | 18     | 1    | TJ Vítkovice |
| 1. československá fotbalová liga 1983/84 | 13     | 1    | TJ Vítkovice |
| 1. československá fotbalová liga 1984/85 | 1      | 0    | TJ Vítkovice |
| CELKEM                                   | 44     | 2    |              |